# Ismael Kurtz
Ismael Kurtz (Araucária, 1 de julho de 1939) é um ex-capitão do Exército Brasileiro e ex-treinador brasileiro.

## Carreira

### Seleção Brasileira Sub-20
Entre 1983 e 1985, Kurtz participou da comissão técnica da Seleção Brasileira Sub-20, inicialmente ao lado do treinador Jair Pereira, com o qual conquistou, ainda em 1983, o Campeonato Sul-Americano, realizado na Bolívia, e o Campeonato Mundial, no México.

### Fluminense
Em 1988, Kurtz foi treinador do Fluminense. Dirigiu o Tricolor entre abril e julho de 1988 por apenas 18 jogos, conquistando 8 vitórias, 7 empates e 3 derrotas, terminando com um aproveitamento de 57,41% e sem nenhum título.

### Seleção Ganesa
Entre 1994 e 1996, comandou a Seleção de Gana substituindo o romeno Petre Gavrilă. Ele liderou Gana no Campeonato Africano das Nações de 1996, terminando na quarta colocação.

### Seleção Angolana
Entre 2002 e 2003, teve sua segunda experiência com uma seleção, ficando à frente da Seleção de Angola após a demissão de Mário Calado. Participou das Eliminatórias Africanas para a Copa do Mundo de 2006. Na partida eliminatória para a fase de grupos, Angola foi surpreendida pela Seleção de Chade ao ser derrotada por 3–1, fora de casa. Entretanto, no jogo de volta, a seleção — que, à essa altura, já estava sendo comandada pelo angolano Oliveira Gonçalves, promovido da Seleção Angolana Olímpica para substituir o demitido Ismael Kurtz — confirmou seu favoritismo e, vencendo por 2–0, garantiu sua classificação para o Grupo 4 das eliminatórias, graças a regra do gol fora de casa. No Grupo 4, com 6 vitórias, 3 empates e apenas uma derrota, Angola terminou na liderança, garantindo sua presença na Copa do Mundo FIFA de 2006, que seria realizada na Alemanha.

## Títulos

### Como preparador físico
Seleção Brasileira Sub-20
- Campeonato Sul-Americano Sub-20: 1983
- Campeonato Mundial Sub-20: 1983

## Campanhas de destaque

### Como treinador
Fast Clube
- Campeonato Amazonense: 1973 (3º lugar)

Seleção Ganesa
- Campeonato Africano das Nações: 1996 (4º lugar)

## Carreira extracampo
Fora dos gramados, além de ter exercido a patente de tenente, atualmente Kurtz é o vice-presidente do SINTREFUTRJ. Seu primeiro mandato nesse mesmo cargo foi entre os anos de 2012 e 2014 e, recentemente, foi reeleito ao posto.